# Attentato di Pont-sur-Seine
L'attentato di Pont-sur-Seine fu un tentativo di assassinio di Charles de Gaulle, allora Presidente della repubblica, da parte di un piccolo gruppo che sosteneva di far parte dell'OAS, avvenuto l'8 settembre 1961 a Pont-sur-Seine, nel dipartimento dell'Aube.
Mentre l'auto presidenziale, guidata da Francis Marroux, attraversava la città, un'esplosione fu innescata manualmente nei pressi del veicolo. L'umidità, avendo ridotto la potenza degli esplosivi e neutralizzato parte dell'ordigno, non causò né morti né feriti. I suoi autori furono condannati al carcere durante un processo molto pubblicizzato che si svolse a Troyes, meno di un anno dopo.
Sembra certo che l'ideatore dell'attentato, designato con lo pseudonimo "Germain", fosse Jean-Marie Bastien-Thiry, condannato a morte nel 1963 e fucilato per aver organizzato l'attentato di Petit-Clamart.

## Contesto
Al momento dell'attentato, Charles de Gaulle era Presidente della Repubblica francese da quasi tre anni. In Algeria, la guerra d'indipendenza, iniziata nel 1954, contrappose l'esercito francese ai combattenti del FLN e dell'MNA.
Dopo il putsch dei generali, il 23 aprile 1961 e il suo fallimento, de Gaulle divenne chiaramente l'uomo da abbattere, poiché si era posto interamente contro di loro e contro l'Algeria francese. Due movimenti anti-indipendentisti francesi, l'OAS e il FAF, combatterono contro gli algerini per poi opporsi all'accettazione dell'indipendenza algerina da parte della Francia.

## Fatti

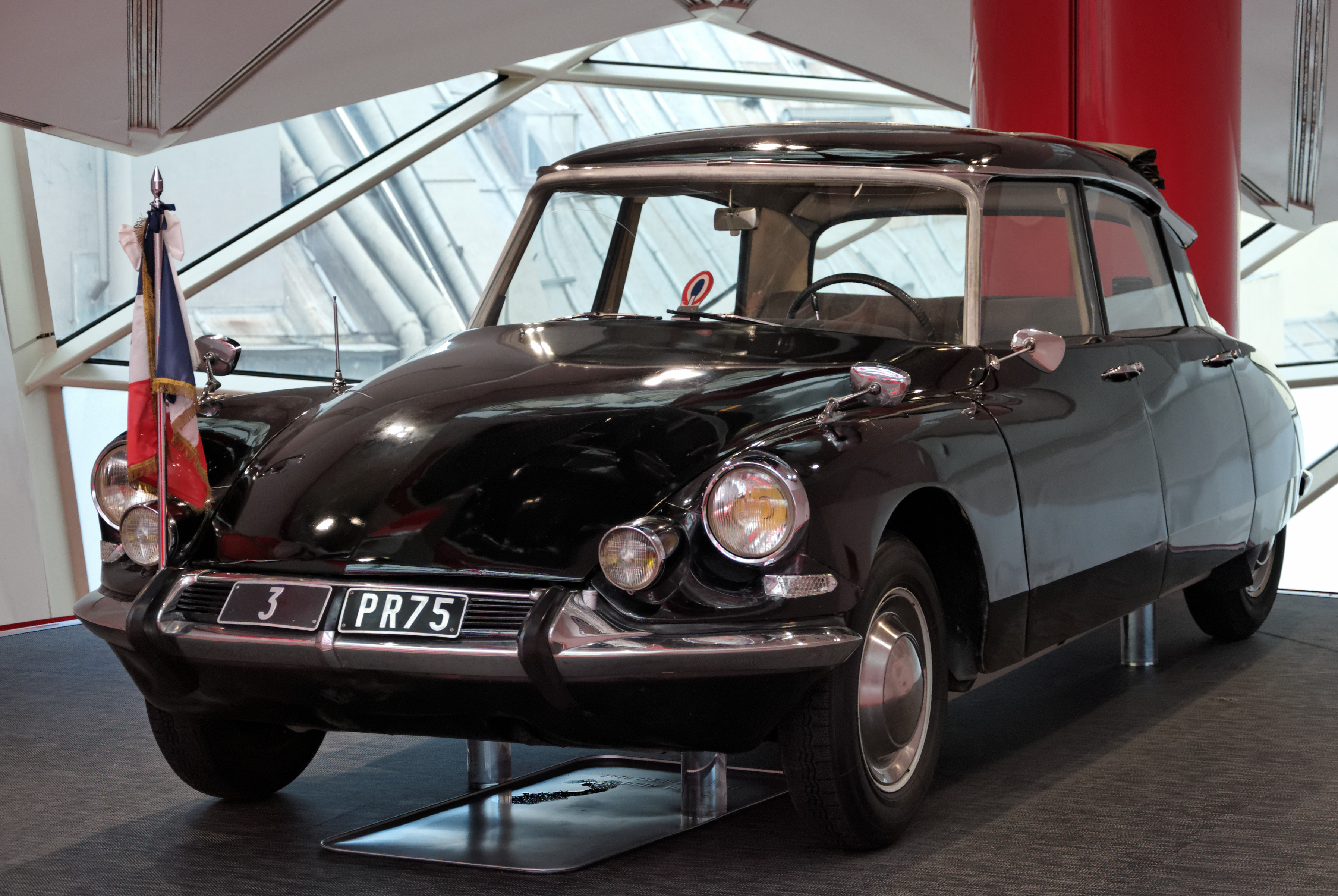
Una DS presidenziale del 1963 esposta nello spazio C42 a Parigi, nel 2012

L'8 settembre 1961, Charles de Gaulle e sua moglie Yvonne viaggiano da Parigi a Colombey-les-Deux-Églises. Sul rettilineo che va da Nogent-sur-Seine a Pont-sur-Seine, Francis Marroux guida l'auto blu, una Citroën DS, alla testa di un convoglio di cinque auto che viaggiano a 110 km/h. A bordo del veicolo presidenziale vi è anche il colonnello Jean Teisseire, aiutante di campo.
Alle 21.35, il convoglio presidenziale ha superato un cumulo di sabbia da cui si propaga una violenta esplosione. Si tratta di un ordigno caricato con 40 kg di plastica e dinamite e di un contenitore da 20 litri di olio, benzina e scaglie di sapone. Secondo Armand Belvisi, uno degli autori dell'attacco, in seguito condannato a sei anni di prigione, la forza dell'esplosione ha spinto il DS dall'altro lato della strada. Il liquido ha immediatamente diffuso "un muro di fiamme" sulla strada. Le fiamme "si sono alzate fino alle cime degli alberi e hanno percorso tutta la strada", ha riferito in seguito l'aiutante di campo. Davanti a questa situazione, Francis Marroux ha accelerato per ripararsi da una possibile raffica di mitragliatrice, raddrizzando al contempo la traiettoria del veicolo. Si fermò solo pochi chilometri dopo affinché il Presidente della Repubblica e sua moglie potessero cambiare auto e proseguire il loro viaggio verso Colombey-les-Deux-Églises.

## Conseguenze
I principali autori dell'attentato: Armand Belvisi, Bernard Barbance, Jean-Marc Rouvière, Martial de Villemandy furono arrestati e mesi dopo, anche Dominique Cabane de la Prade. Henry Manoury, che sosteneva di essere l'organizzatore dell'attentato, fu arrestato a Longeau a novembre, a seguito di una soffiata. Dominique Cabane de la Prade, l'uomo che avrebbe premuto il detonatore al passaggio del convoglio presidenziale, si recò in Belgio; lì fu arrestato nel dicembre 1961 ed estradato nel marzo 1964. Tutti lavoravano nella regione parigina nel commercio e nell'assicurazione di automobili, in particolare di seconda mano, e avevano combattuto nella guerra d'Algeria.
Il 28 agosto 1962, il loro processo si aprì presso la Corte d'assise dell'Aube a Troyes. La difesa era guidata da Jean-Louis Tixier-Vignancour, di cui si diceva fosse un veemente oppositore di De Gaulle. I fatti scoperti durante l'inchiesta e presentati durante le udienze dimostrarono che solo un decimo dei quaranta chilogrammi di plastica e gomma dinamite esplose a causa dell'umidità accumulata nel deposito a cielo aperto rimasto una settimana accanto al mucchio di sabbia. Secondo l'accusa, se fossero esplosi tutti i quaranta chili, le fiamme propagate dal liquido conservato in un bidone sarebbero state molto più violente. Secondo gli avvocati della difesa, l'attentato fu un finto assassinio organizzato dal Ministero dell'interno e dai servizi segreti che poi sarebbe stato attribuito all'OAS per allertare Charles de Gaulle sulla pericolosità di questa organizzazione. Questa tesi venne però confutata dalle varie persone che sarebbero state coinvolte e venne abbandonata. Gli imputati dichiararono durante questo processo di non aver voluto uccidere il presidente ma di aver voluto attentare al simbolo e alla sua immagine di invulnerabilità. Il pubblico ministero chiese la pena di morte solo per uno degli imputati, Henri Manoury. Il 9 settembre ricevettero condanne che andavano da dieci anni di reclusione all'ergastolo.
Vennero imprigionati nel carcere di Saint-Martin-de-Ré, insieme ad altri membri dell'OAS.

## Posterità
La DS oggetto di questo attacco era precedentemente esposta in un museo privato al castello di Montjalin, a Sauvigny-le-Bois nella Yonne (dove il proprietario aveva riunito una collezione di auto presidenziali; l'auto venne dispersa durante un'asta nel febbraio 2011). De Gaulle raccontò l'evento nel 1970 nelle sue Mémoires d'espoir, in modo "molto sobrio" secondo Jean Lacouture:
Nel 2019, Manoury si ritirò in un villaggio e dichiarò di "non avere rimpianti" per il suo attacco.